# مركز الحوار الإنساني
مركز الحوار الإنساني ويعرف أيضا باسم مركز جان هنري دونانت للحوار الإنساني، هو منظمة غير حكومية مستقلة، تساعد في الوساطة بين الأطراف المتنازعة لمنع أو إنهاء الصراعات المسلحة. تأسست في 1999، هدف المنظمة هو تشجيع وتيسير الحوار بين قيادة الأطراف المتحاربة الرئيسية.

كما يتم البحث والتحليل على الوساطة وصنع السلام في دعم المشاريع التشغيلية لتحسين الجهود الدولية لتأمين واستدامة السلام. للقيام بذلك، المركز يفتح قنوات الاتصال ويتوسط بين أطراف النزاع، وكذلك يسهل الحوار ويقدم الدعم للوساطة وبناء السلام في مجتمع أوسع. المركز يسهل الحوار في المواضيع السرية والعامة.

يقع مقره الرئيسي في جنيف، والذي هو أيضا مكان برنامجها حول الشرق الأوسط وشمال أفريقيا. مركز الحوار الإنساني لديه مكاتب إقليمية في أفريقيا وآسيا.

## مقالات ذات صلة
- سلام

## روابط خارجية
- الموقع الرسمي.